# Выборгская (гостиница)
Выборгская — гостиница среднего класса (три звезды) в Санкт-Петербурге. Расположена в пешеходной доступности от станции метро «Чёрная речка». В гостинице 267 номеров и ресторан на 120 посадочных мест. Реновация номеров, ресторана и лекционного зала проведена в 2001 году.

## История

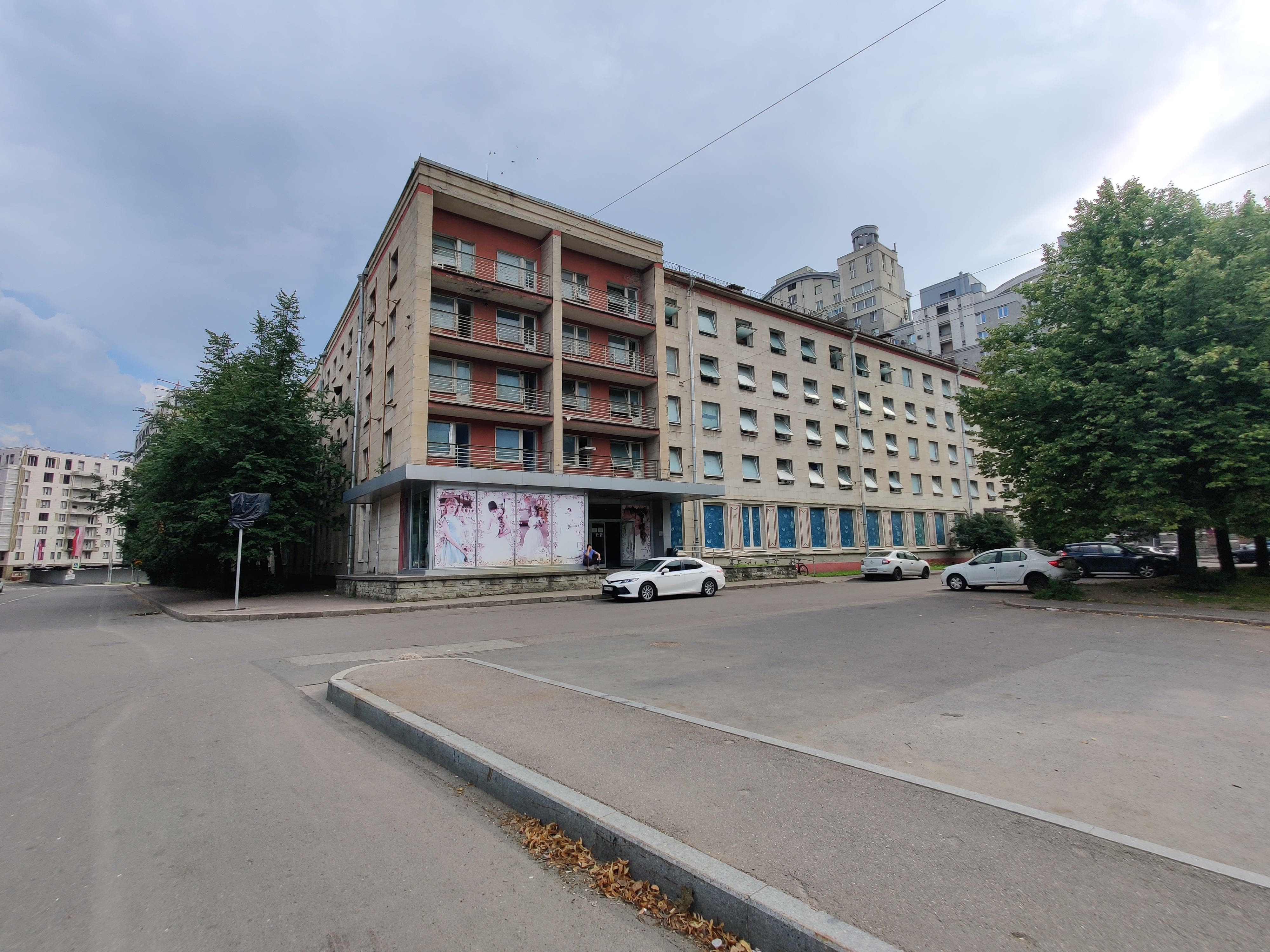
Здание в 2024 году

Гостиница, построенная по типовому проекту в 1961 году (точно по такому же проекту построена и гостиница «Киевская» на Курской улице у автовокзала).
В 1961 году, находясь в Ленинграде на съёмках художественного фильма «713-й просит посадку», Владимир Высоцкий познакомился со студенткой ВГИКа Людмилой Абрамовой (1939—2023). Согласно семейному преданию (уточнение Никиты Высоцкого), проведя вечер в ресторане гостиницы «Выборгская», Владимир Семёнович из-за недостатка денег не сумел заплатить за ужин. Он стал искать кого-либо из знакомых актёров, вышел на ступеньки главного входа гостиницы и обратился к направлявшейся в гостиницу Людмиле с просьбой одолжить необходимую сумму. Та в ответ сняла с руки кольцо — фамильную драгоценность, доставшуюся в наследство от бабушки, и отдала незнакомцу с предложением оставить его в ресторане в качестве залога. На следующий день, найдя деньги, Высоцкий выкупил кольцо и вернул его Абрамовой. Тогда же выяснилось, что они снимаются в одном и том же кинофильме. Высоцкий и Абрамова потом поженились.
После распада СССР долгое время находилась в государственной собственности, после чего в 2004 году была окончательно приватизирована.
Было продано 11 918 обыкновенных именных акций (60 % уставного капитала) по номинальной стоимости в 10 копеек.
Цена продажи пакета в процесса торгов не увеличивалась и составила 135 миллионов рублей.
В декабре 2005 года было объявлено о том, что с января гостиница перейдёт под управление УК «Туррис», но этот процесс затянулся до июня 2006 года.
В 2022 году было решено снести здание для постройки новой гостиницы.